# Ewald von Kleist (Generalleutnant)

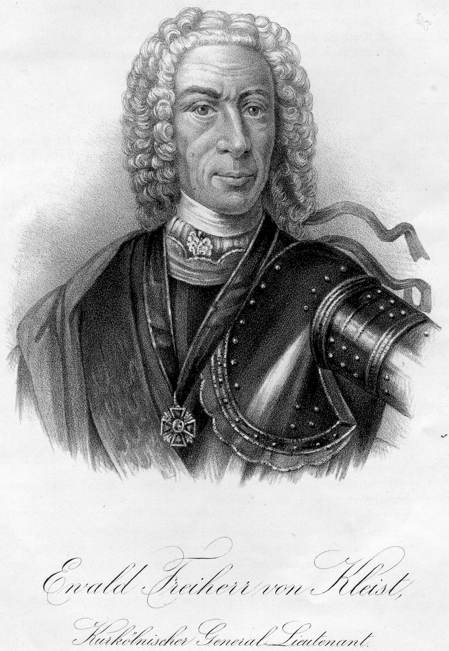
Generalleutnant Ewald Freiherr von Kleist

Ewald Freiherr von Kleist (* 21. September 1667; † 29. April 1746) war ein kurkölnischer Generalleutnant.

## Leben
Ewald entstammte der hinterpommerschen Adelsfamilie von Kleist. Er war der Sohn des Wilhelm Christian von Kleist (1636–1726), Erbherr auf Pumlow und Timmenhagen, und dessen Ehefrau Idea Reichmuth, geborene von Kleist aus dem Hause Zadtkow.
Als Sechsjähriger wurde Kleist der Obhut des gleichnamigen kurbayerischen Geheimen Rats und Vizestatthalters der Oberpfalz, einem mütterlichen Großonkel, nach Amberg überantwortet, wo er im Katholizismus erzogen wurde. Er stand im persönlichen Dienst und unterlag der Förderung des Kurfürsten und Erzbischofs Joseph Clemens von Bayern. 1687 begann Kleist seine Laufbahn als Fähnrich, avancierte 1690 zum Kapitänleutnant und 1691 zum Hauptmann. 1695 war er kurkölnischer Kammerherr. Im Jahre 1715 wurde er zum Generalwachtmeister befördert und räumte für seinen Herrn nach dem Rastatter Frieden mit „harter Hand“ Bonn von den Holländern. In der Folge wurde Kleist 1716 Amtmann zu Hart  und Statthalter der Festung Rheinberg sowie Vizegouverneur von Bonn. Kleist war 1727 Inhaber des kurkölnischen General-Kleistischen Regiments und Commandeur (Kapitular) des Ordens vom Heiligen Michael.

## Familie

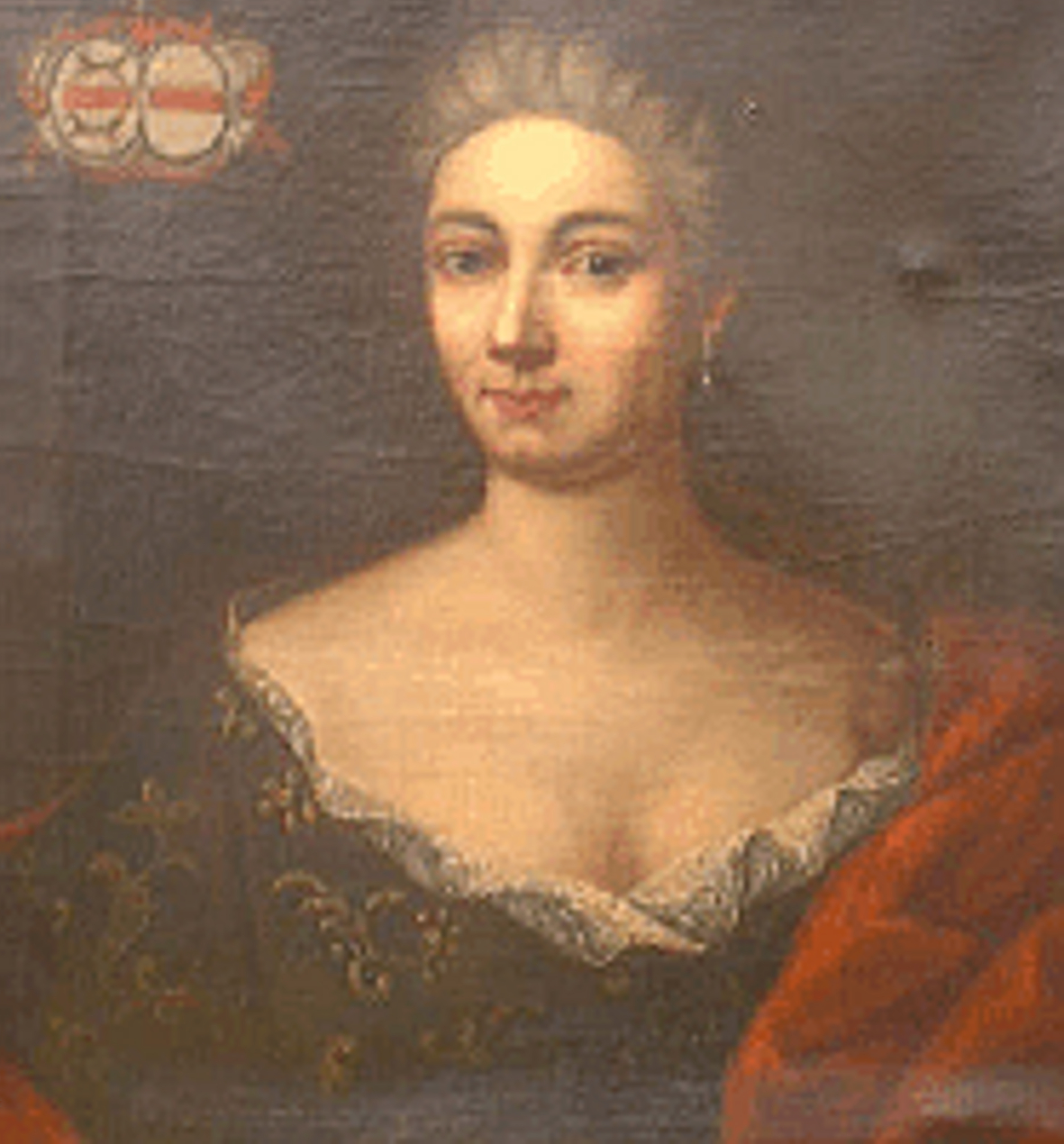
Maria Anna von Kleist

Kleist vermählte sich mit Maria Anna Freiin von Manteuffel. Sie war die Tochter des Franz Joseph Freiherr von Manteuffel aus dem Hause Broitz, kurbayerischer Kammerherr und Obrist und der Johanna Friederica Ridt. Aus der Ehe gingen elf Söhne sowie zwei Töchter hervor, darunter:
- Clemens August (1720–1797)
- Ferdinand Caspar (1729–1812)
- Bernardine Christine (* 1725; † nach 1782/89), Sternkreuzordensdame ⚭ vor 1744 Joseph Anton Graf Przebendowski (1719–1775), königlich polnischer Generalleutnant, Bannerträger von Pommerellen, Elektor des polnischen Königs Stanisław August Poniatowski, dann dessen Generaladjutant, Ritter des Ordens vom Heiligen Michael.
- Clementin Luise Anna (* 1731)